# Midcourse Space Experiment
Midcourse Space Experiment o MSX es un satélite artificial estadounidense perteneciente a la Ballistic Missile Defense Organization (Organización de defensa de misiles balísticos) lanzado el 24 de abril de 1996 mediante un cohete Delta desde la base de Vandenberg.
La misión de MSX era probar una serie de tecnologías de imagen multiespectral para identificar y seguir misiles balísticos durante la fase de vuelo. También realizó investigaciones científicas sobre la composición y la dinámica de la atmósfera terrestre mediante la observación de ozono, clorofluorocarburo, dióxido de carbono y metano.
El satélite estaba estabilizado en los tres ejes con una precisión de 0,01 grados mediante el uso de volantes de inercia. Podía almacenar 108 Gbit de datos y se comunicaba mediante antenas direccionables en banda X, con una tasa de subida de 2 kbit/s y 25 Mbit/s de bajada. Utilizaba paneles solares para obtener hasta 1200 vatios de potencia, alimentando baterías de hidruro de níquel.
Disponía de once sensores ópticos que podían hacer observaciones desde el infrarrojo al ultravioleta pasando por el espectro visible, en un rango de 110 nm a 28 μm. Los instrumentos principales eran SPIRIT III (Space Infrared Imaging Telescope), UVISI (Ultraviolet and Visible Imagers and Spectrographic Imagers), SBV (Space-Based Visible instrument) y OSDP (On-board Signal and Data Processor). Para realizar las observaciones de prueba se soltaron varias esferas de 2 cm de diámetro desde el propio satélite.